# Shazam! (televisieserie)
Shazam! is een Amerikaanse televisieserie gebaseerd op het DC Comics-personage Captain Marvel. De serie bestond uit 28 afleveringen van 30 minuten, die werden uitgezonden van 1974 tot 1976.

## Productie
De serie werd geproduceerd door Filmation. De rol van Captain Marvel werd aanvankelijk gespeeld door Jackson Bostwick, maar in latere afleveringen door John Davey. Captain Marvel’s alter ego, Billy Batson, werd gespeeld door Michael Gray
In 1977 werd de serie gecombineerd met The Secrets of Isis (een serie over een superheldin uit het Oude Egypte) tot The Shazam!/Isis Hour.
De serie wordt vandaag de dag gezien als een voorbeeld van camp. Toch was de serie destijds een groot succes. Een tijdje was de serie zelfs zo populair, dat de Captain Marvel-stripserie werd aangepast om aan te sluiten bij de televisieserie. Mede door het succes van de serie kreeg Michael Gray te maken met het swiebertje-effect, en kon nadat de serie stopte maar moeilijk nieuw werk vinden.

## Verschillen met de strips
De serie verschilde op bepaalde punten met de stripserie van Captain Marvel. Zo deed de tovenaar Shazam niet mee in de serie. In plaats daarvan werd Billy benaderd door de mythologische figuren van wie hij zijn kracht kreeg. Deze figuren werden niet gespeeld door acteurs, maar neergezet met animaties.
In plaats van in zijn thuisstad te blijven, reisde Billy heel Amerika door samen met zijn mentor (die duidelijk was gebaseerd op Uncle Marvel).

## Cast
- Jackson Bostwick – Captain Marvel (16 afleveringen)
- John Davey – Captain Marvel (12 afleveringen)
- Michael Gray – Billy Batson
- Les Tremayne - Billy’s mentor
- Adam West – Hercules
- Norm Prescott – Salomo
- Jack McCulloch - Vinnie
- Carol Anne Seflinger – Mellie

## Afleveringen

### Seizoen 1
1. The Joyriders
2. The Brothers
3. Thou Shalt Not Kill
4. The Lure of the Lost (1)
5. The Road Back (2)
6. The Athlete
7. The Treasure
8. The Boy Who Said "No"
9. The Doom Buggy
10. The Brain
11. Little Boy Lost
12. The Delinquent
13. The Braggart
14. The Past Is Not Forever (1)
15. The Gang's All Here (2)

### Seizoen 2
1. On Winning
2. Debbie
3. Fool's Gold
4. Double Trouble
5. Goodbye, Packy
6. Speak No Evil
7. The Odd Couple

### Seizoen 3
1. The Contest
2. Bitter Herbs
3. Ripcord
4. Finders Keepers
5. The Sound of a Different Drummer
6. Out of Focus